# Ferdinand von Hebra
Ferdinand rytíř von Hebra (7. září 1816, Brno – 5. srpna 1880, Vídeň) byl rakouský dermatolog moravského původu. Je považován za zakladatele moderní dermatologie.

## Život

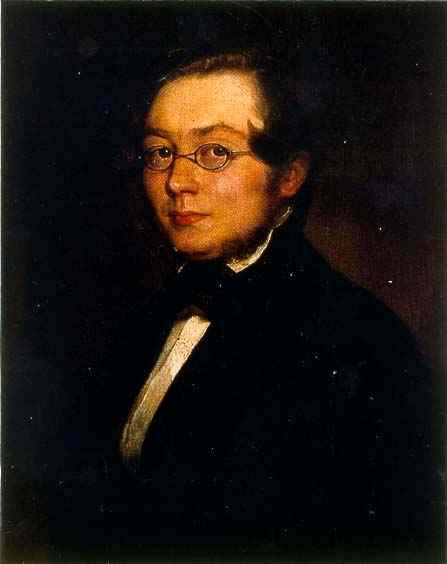
Ferdinand von Hebra v mladším věku

Narodil se jako Ferdinand Karl Franz Schwarzmann na Orlí ulici v Brně, jako nemanželský syn Aloisie Schwarzmannové a rakouského vojenského důstojníka Jana Hebry, který pocházel z Jerlochovic na severní Moravě. Ten 14 let čekal, až Aloisie ovdoví, načež se s ní v roce 1830 oženil. V roce 1833 matka zemřela a mladý Ferdinand vyrůstal pouze s otcem. Díky němu vystudoval gymnázium ve štýrském Judenburgu a poté ve Štýrském Hradci. V roce 1840 jako plnoletý přijal otcovo příjmení Hebra a o rok později promoval na lékařské fakultě Vídeňské univerzity. 
Po promoci začal pracovat jako sekundář na interní klinice Všeobecné nemocnice města Vídně  u Prof. Josefa Škody, rodáka z Plzně. Velmi záhy se středem jeho zájmu staly kožní choroby.
Hebra měl se svou manželkou Johannou sedm dětí, ne všechny ho však přežily. Jeden z jeho synů padl v bitvě u Sadové. Jeho syn Johannes „Hans“ (1847–1902) se rovněž stal dermatologem a spolu s Hebrovým nejlepším přítelem a asistentem H. Zeisslem (1817–1884) se stali předními odborníky a výzkumníky v oboru syphilologie. Jeho dcera Martha se provdala za Morize Kohna Kaposiho (1837–1902), rovněž vynikajícího dermatologa, který byl nejen jeho zetěm, ale i jeho velmi úspěšným následovníkem. Slavná Hebrova učebnice dermatologie byla v pozdějších letech společně s jeho zetěm Kaposim přepracována. Byla vydávána nejen v němčině, ale i v angličtině, ve francouzštině, v italštině a v ruštině.

### Lékařská činnost
Jako mladý lékař se v rámci svého vzdělávání na oddělení interní medicíny věnoval svrabu. V té době bylo na tzv. svrabovém oddělení vídeňské nemocnice evidováno ročně 2200–2700 osob údajně s touto diagnózou. Obor dermatologie tehdy neexistoval a kožním chorobám se věnovali internisté. 
Hebra ve svém pojednání o svrabu z roku 1844 rozptýlil poslední pochybnosti, že příčinou svrabu je zákožka svrabová. V devětadvaceti letech převzal ve Vídeňské všeobecné nemocnici oddělení kožních chorob a vyvinul nové formy léčby a názvosloví. V roce 1849 se stal profesorem. Díky němu dnes dermatologie existuje jako samostatná lékařská věda.
Vynalezl také vodní lůžko k profylaxi a léčbě dekubitu. Proslavil se svým „Atlasem kožních chorob“ z roku 1856 a „Učebnicí kožních chorob“ (1878 společně s Morizem Kaposim). Koncem padesátých let vydává také svou první učebnici dermatologie. Obě tyto knihy byly mnohokrát vydány a vždy ihned rozebrány. Byly překládány do mnoha jazyků a staly se základem vědění nově vzniklého oboru – dermatovenerologie.
Hebra nebyl příliš velkým pisatelem, jeho zeť Kaposi cituje „pouze“ 34 původních prací a 4 větší díla. Byl však vynikajícím učitelem a klinikem. Na jeho kliniku proudily davy, ať začínajících, či již „hotových“ dermatologů, kteří ho chtěli slyšet a hovořit s ním. Vídeň se díky němu stala Mekkou dermatologů starého i nového světa.
Hebrovy zásluhy nespočívají v počtu publikovaných prací, ale ve výstavbě základů, bez kterých žádný obor nemůže existovat, a právě v tom dosáhl světové proslulosti. Jeho knihy, především monumentální atlas a také učebnice dermatologie, byly překládány do mnoha jazyků a vydávány stále znovu a znovu. Hebra vycházel z prací svých předchůdců a vytvořil vlastní, ucelený, přehledný systém kožních chorob. Systém rozčlenění kožních nemocí, který navrhl a vytvořil, měl dlouhé trvání a v mnohém platí dosud.
Hebra během života získal několik ruských, švédských, rakouských a německých vyznamenání. V roce 1877 získal šlechtický titul rytíře, později funkci dvorního rady. Od roku 1879 do své smrti byl předsedou Lékařské společnosti ve Vídni a také členem Akademie věd. Od roku 1886 je po něm pojmenována ulice ve Vídni.
Je neoddiskutovatelnou skutečností, že životem a dílem rytíře profesora Ferdinanda von Hebry se dermatologie stala samostatným uznávaným oborem lékařských věd.